# Timothée Adolphe
Pour les articles homonymes, voir Adolphe.
 (avril 2021).
 (avril 2021).
Si vous disposez d'ouvrages ou d'articles de référence ou si vous connaissez des sites web de qualité traitant du thème abordé ici, merci de compléter l'article en donnant les références utiles à sa vérifiabilité et en les liant à la section « Notes et références ».
Timothée Adolphe, né le 29 décembre 1989 à Versailles, est un athlète handisport français polyvalent sur les épreuves de sprint d'athlétisme. Aux Jeux paralympiques de Tokyo, il est vice-champion du 100 mètres.
Vice-champion paralympique du 100 mètres et du 400 mètres, champion du monde du 400 mètres et vice-champion du monde du 100 mètres, il est détenteur du record du monde du 60 mètres et du record d'Europe du 200 mètres. Ancien détenteur du record d'Europe du 100 mètres, il concourt dans la catégorie T11 du fait de sa cécité. Il est surnommé le « guépard blanc ».
Il est entraîné par Arthémon Hatungimana de 2011 à 2022, puis par Dimitri Demonière. Il est guidé par Jeffrey Lami, Bruno Naprix, Dérick Ondée, Cedric Felip et Charles Renard.

## Biographie

### Les années 2000
Né à Versailles (Yvelines) le 29 décembre 1989, Timothée découvre l'athlétisme paralympique à l'âge de dix ans. C'est devant sa télévision, alors qu'il regarde une des courses d'Aladji Ba durant les jeux paralympiques d'été de 2000, qu'il prend conscience que le sport de haut niveau est accessible aux déficients visuels.
Il s'adresse alors au club de sa ville, Guyancourt (Yvelines), qui n'a aucune connaissance dans le handicap et dans le sport paralympique, mais qui émet le souhait que le jeune homme puisse pratiquer au même titre que les autres enfants. Cependant l'aventure ne dure pas plus de trois ans à cause d'un déménagement sur Bois d'Arcy, où il ne retrouve pas de club prenant en charge un handisportif.

### 2005 - Début en torball
Lorsqu'en 2005 il arrive à Angers pour poursuivre ses études, il découvre un club d'athlétisme possédant une section d'athlétisme handisport. Après l'accord préalable du président du club, l'entraîneur déclare, en découvrant que Timothée Adolphe est très mal-voyant et qu'il a besoin de courir avec un guide, qu'il n'a « pas de temps à perdre avec un aveugle ». Atteint moralement, le jeune adolescent se tourne alors vers d'autres activités, le torball, d'une part, et la musique, d'autre part.
Il intègre en tant que remplaçant l'équipe de torball d'Angers qui évolue en D2. Lors de la saison 2006-2007, après la coupe de France, il gagne une place de titulaire. Lors de l'été 2008, il est présélectionné en Équipe de France mais cette dernière est supprimée quelques mois plus tard, décision due à l'annulation des subventions des sports non paralympiques. Il poursuit malgré tout, voulant faire monter son club en D1. Les performances de la saison ne sont pas à la hauteur des attentes, et malgré plusieurs tournois remportés alors qu'il endosse les rôles de joueur, capitaine et entraîneur, l'équipe ne brille pas en championnat. Il quitte son club en raison des relations tendues avec les dirigeants et une proposition de rejoindre Lisieux qui évolue en D1. Mais l'aventure normande prend fin quelques mois plus tard, et le transfert est donc annulé. Timothée retourne à Angers pour la saison 2009-2010, mais l'équipe, désormais en D3, échoue à une place de la montée en D2. C'est la dernière fois qu'il porte le maillot angevin et il signe alors à Paris. Lassé du monde du torball et dégoûté par la mentalité de sa nouvelle équipe, il quitte l'équipe en pleine saison.

### 2011 - Début en athlétisme
Il n'arrête pas pour autant le sport, puisqu'en début d'année 2011, il rencontre Arthémon Hatungimana, vice-champion du monde sur 800 m aux mondiaux d'athlétisme de 1995 de Göteborg. Ce dernier accepte de l'entraîner au sein du PUC et de lui trouver un guide. Celui-ci est Thomas Imbert Morales, et le duo qu'il forme avec Timothée Adolphe remporte ses premières médailles aux championnats de France. Au bout de seulement deux mois d'entraînement, ils battent le record de France T11 du 800 m détenu par Aladji Ba en 2 min 16 s 07.
Présélectionnés pour les jeux paralympiques de 2012 à Londres, ils intensifient leur préparation et augmentent la charge d'entraînement. Mais la saison est parsemée de blessures, et si Timothée Adolphe réalise les minima IPC (Comité international paralympique), il ne sera pas retenu par la fédération. Sa saison se solde alors par une quatrième place au 100 m lors des championnats d'Europe de Stadskanaal aux Pays-Bas.

### 2013 - Première médaille internationale
Sentant qu'il ne parvient plus à faire progresser son coéquipier, Thomas Imbert Morales préfère se retirer. Arthémon Hatungimana garde espoir de trouver un guide pour Timothée Adolphe qu'il continue d'entraîner. La préparation est donc adaptée jusqu'en novembre, où lors d'un meeting à Eaubonne, ils rencontrent Cedric Felip qui devient le nouveau guide.
Les regards changent vis-à-vis du licencié du PUC, il devient un candidat sérieux aux podiums nationaux et remporte plusieurs titres de champion de France avec son nouveau guide. La progression est flagrante : incapable de franchir la barrière des 56 s lors de la collaboration avec Thomas Imbert Morales, il franchit celle-ci dès sa première sortie avec Cedric Felip en réalisant 54 s 72 lors du meeting test Event pour les championnats du monde à Lyon. Le binôme devient champion de France d'abord du 200 m en 24 s 02, puis du 400 m, partant pourtant au couloir 1, en 53 s 51. Sur 100 m, c'est au meeting international de Montreuil qu'il termine pour la première fois sous les 12 s, course où il devance Trésor Makunda, son adversaire depuis plusieurs années, en établissant au passage son record sur 100 m en 11 s 96.
Le binôme fait alors partie de la délégation pour les championnats du monde de Lyon 2013. Associé à Felip, Adolphe termine à la cinquième place sur le 200 m en 23 s 89, après avoir battu son record en série (23 s 86). Sur le 400 m, ll bat encore une fois son record avec un temps de 52 s 80 dès les demi-finales. Finalement, il obtient une médaille de bronze sur cette distance à la surprise générale en réalisant 52 s 13. C'est à l'issue de ces mondiaux que Timothée Adolphe est surnommé le « guépard blanc ». Son entraîneur, Arthémon Hatungimana, lui attribue celui-ci faisant référence à sa technique de course, sa finesse (1,84 m pour 60 kg à l'époque), et sa couleur de peau : « Demain [la veille de la finale du 400 m], tu ne seras pas un lion, tu n'es pas assez costaud, mais tu seras le guépard blanc. ».

### 2014 - La confirmation européenne

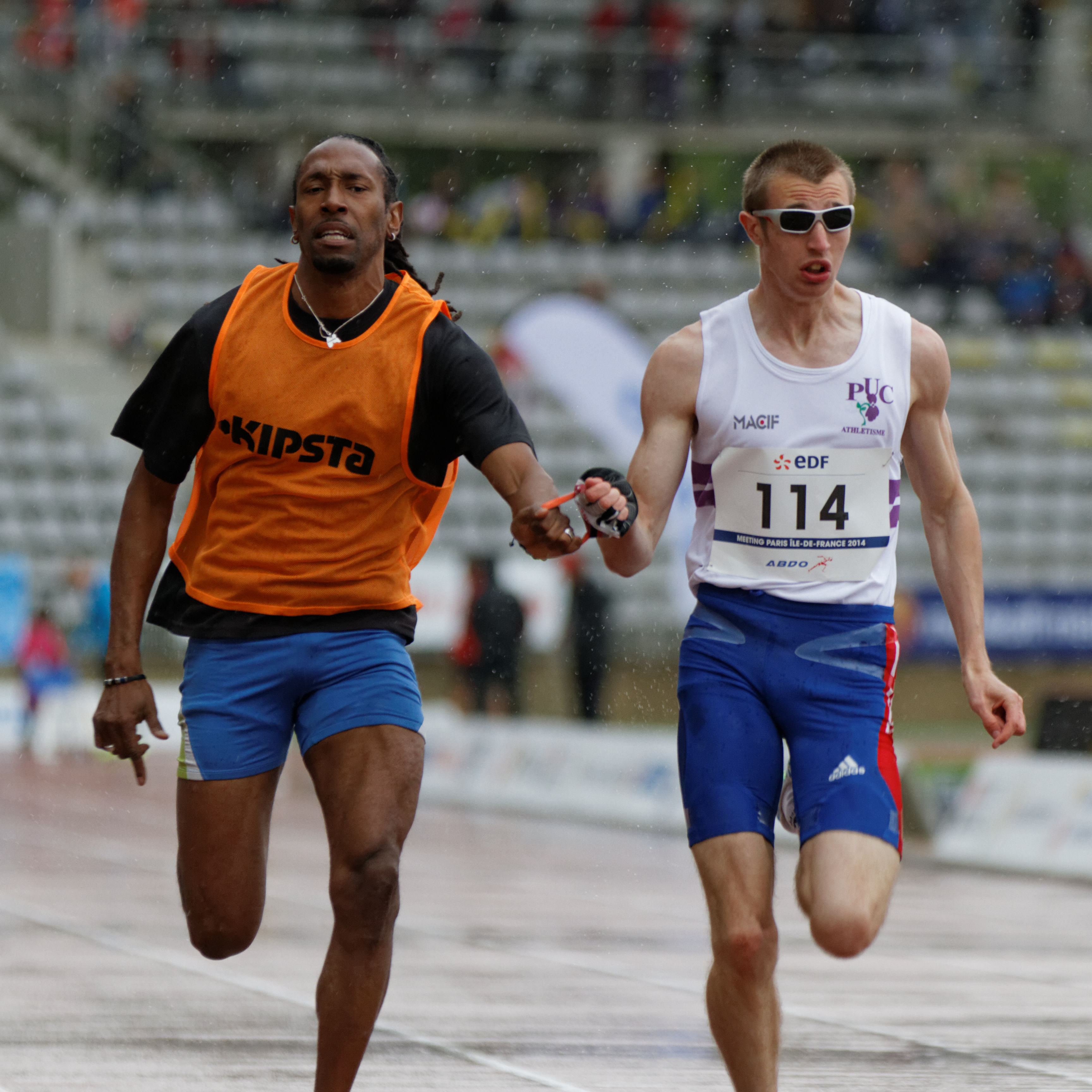
Timothée Adolphe et son guide Cédric Felip.

Pour la préparation des championnats d'Europe de Swansea 2014 (en), Timothée Adolphe et son entraîneur font appel à Dérick Ondée, athlète ayant une grande expérience du guidage pour soutenir Cedric Felip dans les séances, de manière que ce dernier puisse s'entraîner également de son côté.
La stratégie mise en place semble payante. Adolphe conserve ses deux titres de champion de France et continue d'améliorer ses performances, réalisant 11 s 74 sur 100 m au meeting de Talence, 23 s 22 sur 200 m lors de ce même meeting avec +2,6 m/s de vent, ce qui le prive d'un record d'Europe pour vent trop élevé. Le « guépard blanc » et son guide remportent à Swansea deux titres de champion d'Europe, sur 200 m en 23 s 90 et sur 400 m en 52 s 87, ainsi qu'une médaille d'argent acquise avec le relais 4 × 100 m T11-T13. Il échoue toutefois dans sa tentative de réaliser un triplé individuel en raison d'une disqualification de la finale du 100 m sur faux-départ alors qu'il était favori après avoir abaissé son record du 100 m dès les séries en 11 s 66.

### 2015 - Doha et TGB s'agrandit
La TGB (team du « guépard blanc ») s'agrandit pour la saison 2014-2015, année des championnats du monde de Doha 2015, avec l'arrivée dans un premier temps de Julien Curabet, puis celle de Gautier Simounet. C'est avec ce dernier que le « guépard blanc » fait tomber les records d'Europe T11 du 100 m en 11 s 35 et du 200 m en 23 s 22, alors que celui du 100 m tenait depuis 1983.
C'est cependant Fadil Bellaabouss qui est appelé pour venir guider le « guépard blanc » sur 400 m lors des mondiaux. C'est la première fois qu'un athlète de haut niveau valide en activité devient guide. Le nouveau binôme voit sa préparation largement tronquée à cause d'une blessure de Timothée Adolphe survenue en juin 2015 entre les meetings de Grosseto et de Berlin, meeting sur lequel, malgré la douleur, il abaissera avec Gautier Simounet de nouveau le record d'Europe, établissant une nouvelle marque référence à 23 s 12. Les différents acteurs du corps médical ne parviennent pas à se mettre d'accord, les avis diffèrent, l'athlète souffre trop et ne peut plus s'entraîner.
Une solution est trouvée fin septembre après la rencontre avec Gilles Reboul et Cedric Lucas. C'est ainsi que le binôme français se rend au Qatar diminué mais pas moins déterminé.
Malgré tout, la progression chronométrique se poursuit, le binôme Adolphe/Bellaabouss faisant tomber le record d'Europe T11 du 400 m de Luis Boulido, réalisé en 1998 de 51 s 67, en signant 51 s 58 dès les demi-finales.
En finale, après une polémique concernant l'arrivée de deux Brésiliens, les Français sont d'abord quatrièmes puis en bronze, quelques heures en argent avant d'être finalement en bronze de nouveau en 51 s 61.
Malgré tout, le guépard doit subir une intervention chirurgicale à son retour de Doha avant d'entamer les derniers mois de préparation pour les jeux paralympiques de Rio 2016.

### 2016 - Blessures récurrentes
En 2016, le « guépard blanc » devient « chat noir ». En effet, il se blesse aux genoux lors d'un concours de longueur aux interclubs, jour où il abaisse encore une fois avec Gautier Simounet le record d'Europe du 200 m en 23 s 00. Son entraîneur, toujours Arthémon Hatungimana, va devoir adapter toute la fin de préparation pour pouvoir se rendre à Rio de Janeiro. À Grosseto, il remporte deux titres de champion d'Europe avec Gautier Simounet sur 100 m en 11 s 43 et sur 200 m en 23 s 19, établissant au passage les records des championnats d'Europe. Mais il perd sa médaille d'argent dans une course T11/T12 sur 400 m après avoir été disqualifié à cause d'une petite poussette de son guide, Fadil Bellaabouss, sur la ligne d'arrivée alors qu'ils venaient d'abaisser le record d'Europe en 50 s 77 battu quelques semaines plus tôt à Charléty lors des championnats de France en 51 s 26.
Lors des jeux paralympiques de Rio, Timothée Adolphe est associé à Jeffrey John sur 100 m, se blesse sérieusement à l'épaule en demi-finale dès sa sortie de starting-block. Il décide d'aller au bout de la course qu'ils terminent en 11 s 28, éliminé au millième de seconde, après avoir abaissé le record d'Europe le matin même en série en 11 s 11. Il s'aligne malgré tout sur 400 m avec Fadil Bellaabouss et court strappé et remporte sa demi-finale alors qu'il est opposé au champion et recordman du monde Daniel Silva, mais une fois encore, le binôme ne voit pas la finale, car disqualifié à cause d'un appui sur la ligne intérieure du couloir.

### 2017 - La malédiction se poursuit
Après avoir été opéré de l'épaule en novembre 2016, le « guépard blanc » décide de continuer sa carrière. Il signe son record sur 60 m avec Gautier Simounet dix jours après avoir remis les pointes au meeting de Bercy en 7 s 42. Gêné quelques semaines au tendon d'Achille, il remporte dans un surprenant grand écart aux France indoor à la fois le 60 m en 7 s 38 et le 800 m en 2 min 14 s 25.
Jeffrey John retournant courir individuellement pour poursuivre sa carrière personnelle, il est remplacé par Jeffrey Lami au sein de la TGB.
La rentrée estivale initialement prévue sur 400 m à Talence le 23 avril se voit repoussée, en effet les liens entre Timothée et Fadil Bellaabouss étant tendus depuis un long moment, ceux-ci sont rompus le 15 avril lors d'une fin d'épreuve où le guide ne supporte pas d'être tracté par son athlète.
Jeffrey Lami étant blessé, la participation du 24 avril au meeting de Maison Alfort est également annulée. Lors des championnats de France Interclubs à Saint-Florentin, Timothée Adolphe fait une première sortie remarquée avec Gautier Simounet. Effectivement, il signe un 11 s 10 sur 100 m, chrono qui ne pourra pas être homologué comme nouveau record d'Europe, le vent étant légèrement trop favorable. Un peu plus tard dans la journée, il effectue le même chrono sur 200 m que la saison passée, à savoir 23 s 00. Sur 400 m, le chrono est anecdotique en 53 s 15, où le binôme Adolphe/Simounet ne visait que la première place.
Malgré la fatigue, le lendemain, au meeting international de Montgeron, de nouveau avec Gautier Simounet, le binôme devient le premier duo européen à briser la barrière des 23 secondes établissant un nouveau record d'Europe en 22 s 94. Cependant ce dernier n'étant pas réalisé sur un meeting labellisé IPC, il n'est pas reconnu. Ce n'est que deux semaines plus tard, lors du meeting grand prix Handisport Open de Paris, où il réitère un chrono sous les 23 secondes, en 22 s 96 avec un vent de -1,1 m/s, que le record d'Europe pourra être homologué. Il devient par la même occasion champion de France du 200 m avec Gautier Simounet avant de remporter le lendemain le 100 m et le 400 m avec Jeffrey Lami.
Quelques jours après les France Open, Timothée se blesse légèrement à l'ischio-jambier gauche. Dix jours plus tard, c'est Gautier Simounet qui se blesse. Pour lui, il s'agit du mollet et la saison est terminée.
Timothée Adolphe, revenu depuis quelques jours à l'entraînement, appelle Yannick Fonsat à la rescousse, qu'il a rencontré en début de saison. Ce dernier devant intégrer le projet TGB la saison suivante accepte de relever le défi.
Ayant une préparation très courte, l'équipe prend la décision de positionner Jeffrey Lami sur le 100 m et le 400 m, tandis que Yannick Fonsat guide le guépard blanc sur le 200 m.
Cependant, le puciste voit la préparation se compliquer lorsque la cicatrice de son ischio-jambier lâche deux semaines avant le début des championnats du monde.
À Londres, pris de violents maux de ventre la veille du 100 m, la fédération retire le « guépard blanc » de l'épreuve. Il se remet vite sur pieds et on retrouve le binôme Adolphe/Lami au couloir 1 des séries du 400 m. La tâche s'annonce ardue entre le mauvais couloir et le médaillé de bronze des derniers jeux paralympiques. Mais le binôme français s'impose en 51 s 71 et décroche son billet pour la finale.
Celle-ci se court deux jours plus tard, le soir du 18 juillet. Au couloir 7, les deux français s'élancent et partent alors sur un rythme de folie. Ils sont sur le point de devenir champion du monde, mais le « guépard blanc » s'écroule dans les carreaux de l'arrivée. Son guide tente de ralentir mais le binôme était trop proche de l'arrivée, et Jeffrey franchi la ligne alors que le parisien se relève et franchit la ligne après son guide en 52 s 16. Le binôme français est alors disqualifié,.
Deux jours plus tard, il revient sur la piste, mais cette fois avec Yannick Fonsat, et de nouveau doit se sortir des séries en partant au couloir 1. Il remporte sa série en 23 s 16 avec un vent de +0,8 m/s.
Le lendemain, le binôme Adolphe/Fonsat s'élance au couloir 7, domine la course, et franchi la ligne avec 2/10 de seconde sur le deuxième en 23 s 08 avec un vent de -1,6 m/s, suivi par Zane Fetan en 23 s 28 et de David Brown en 23 s 35. Cependant, le « guépard blanc », à la suite d'une incompréhension avec son guide, casse un peu trop tôt, et en se redressant passe la ligne juste après Yannick. Le duo français est à nouveau disqualifié.
TGB repart des mondiaux de Londres les mains vides.

### 2018 - La rédemption
Dès le 11 novembre 2017 à Eaubonne, Timothée Adolphe associé à Yannick Fonsat, bat la meilleure marque mondiale du 60 m T11 en 7 s 28, chose que le binôme répète le 13 janvier 2018 à Aubière en 7 s 27. Au championnat de France Indoor, Jeffrey Lami remplace Yannick Fonsat grippé lors du 60 m. Le binôme réalise 7 s 23 puis 7 s 20 en finale pour établir une meilleure performance mondiale.
Le 21 avril 2018 au meeting de Talence, les deux membres du binôme Adolphe-Fonsatôme sont touchés par une contracture, et se retirent du 200 m. Trois semaines plus tard, Adolphe dispute le meeting international de Montgeron avec Jeffrey Lami. Sur 100 m, ils réalisent 11 s 09 mais ce temps n'est pas homologable car la compétition n'est pas déclarée à l'IPC. Deux heures plus tard, c'est avec Yannick Fonsat que le Puciste dispute le 200 m, course remportée en 22 s 66.
Jeffrey Lami est blessé aux ischio-jambiers et ne peut prendre part aux championnats de France interclubs à Parthenay le 9 juin. Adolphe dispute cette compétition avec Yannick Fonsat, remportant le 100 m en 11 s 20, soit la deuxième meilleure performance mondiale de l'année. Fonsat se blesse aux quadriceps lors de leur échauffement pour le 400 m ; le binôme tente toutefois de participer à la course mais abandonne au bout de 150 m. La semaine suivante, lors du Handisport Open de Paris, l'un des plus grands meetings paralympiques au monde, c'est avec Jeffrey Lami, quasiment remi, qu'Adolphe dispute et remporte le 200 m en 22 s 82. Le lendemain, ce duo remporte le 400 m en 51 s 71, signant la meilleure performance mondiale de l'année. Cependant Adolphe se dit déçu, il visait bien plus haut.[réf. nécessaire]
Le 22 juin, à Belfort, pour les championnats de France, il court le 200 m avec Yannick Fonsat et le duo remporte l'épreuve en 22 s 46, se rapprochant ainsi du record du monde de David Brown (22 s 41).
En août, lors des championnats d'Europe, désormais désignés sous le nom World Para Athletics European Championships, disputés à Berlin, il conserve son titre européen sur 100 m en s'imposant avec Jeffrey Lami en 11 s 17. Lors de la finale du 200 m, il est disqualifié.

### 2021 - Les Jeux paralympiques d'été de 2020
Ayant obtenu la médaille d'argent sur 100 m et la médaille d'or sur 400 m avec un record personnel de 50 s 93 en 2019 aux Championnats du monde d'athlétisme handisport 2019 en catégorie T11 à Dubaï, il est qualifié pour les Jeux paralympiques d'été de 2020 au Japon. Disqualifié sur l'épreuve de 400 m pour avoir perdu le lien qui le reliait à son guide Jeffrey Lami, il obtient avec son guide Bruno Naprix la médaille d'argent sur 100 m, établissant un record personnel de 10 s 90,.

### Championnats du monde 2023
Le 12 juillet 2023, guidé par Jeffrey Lami, il est médaillé de bronze au 400 mètres T11 avec un temps de 51 s 21 aux championnats du monde disputés au stade Charléty, devancé par le Brésilien Felipe de Souza Gomes (51 s 00) et l'Espagnol Gerard Descarrega (51 s 18).

### Jeux paralympiques de Paris 2024
Le 1er septembre 2024, guidé par Jeffrey Lami, il est médaillé d'argent au 400 mètres T11. Quatre jours plus tard, c'est avec le guide Charles Renard qu'il est médaillé d'argent sur 100 mètres T11.

## Palmarès

### Championnats de France d'athlétisme handisport

#### Indoor
| Épreuve / Édition               | 60 m | 200 m  | 400 m  | 800 m  |
| ------------------------------- | ---- | ------ | ------ | ------ |
| France Indoor 2012 Eaubonne     | 5e   | 4e     | -      | Bronze |
| France Indoor 2013 Val-de-Reuil | Or   | Argent | Argent | -      |
| France Indoor 2014 Lyon         | Or   | -      | -      | Or     |
| France Indoor 2015 Nantes       | Or   | Argent | -      | Or     |
| France Indoor 2017 Nantes       | Or   | -      | -      | Or     |
| France Indoor 2018 Aubière      | Or   | Or     | -      | -      |

Légende :

 : première place, médaille d'or

 : seconde place, médaille d'argent

 : Troisième place, médaille de bronze

— : Timothée Adolphe n'a pas participé à cette épreuve

#### Outdoor
| Épreuve / Édition                        | 100 m  | 200 m | 400 m  | 800 m  |
| ---------------------------------------- | ------ | ----- | ------ | ------ |
| France Espoir 2011 Saint-Florentin       | Bronze | -     | Argent | Or     |
| France Elite 2011 Saint-Florentin        | 4e     | -     | Bronze | Argent |
| France Elite 2013 Saint-Cyr-sur-Loire    | -      | Or    | Or     | -      |
| France Elite 2014 Fontenay-le-Comte      | -      | Or    | Or     | -      |
| France Elite 2015 Paris (Stade Charléty) | Or     | Or    | Or     | -      |
| France Elite 2016 Paris Charléty         | Or     | DSQ   | Or     | -      |
| France Open 2017 Paris Charléty          | Or     | Or    | Or     | -      |

Légende :

 : première place, médaille d'or

 : seconde place, médaille d'argent

 : Troisième place, médaille de bronze

DSQ : Timothée Adolphe est disqualifié de cette épreuve

— : Timothée Adolphe n'a pas participé à cette épreuve

### Championnats d'Europe handisport
| Épreuve / Édition    | 100 m | 200 m | 400 m | 4 × 100 |
| -------------------- | ----- | ----- | ----- | ------- |
| Europe 2014 Swansea  | DSQ   | Or    | Or    | Argent  |
| Europe 2016 Grosseto | Or    | Or    | DSQ   | -       |
| Europe 2018 Berlin   | Or    | DSQ   | -     | -       |

Légende :

 : première place, médaille d'or

 : seconde place, médaille d'argent

DSQ : Timothée Adolphe est disqualifié de cette épreuve

— : Timothée Adolphe n'a pas participé à cette épreuve

### Championnats du monde handisport
| Épreuve / Édition     | 200 m | 400 m  |
| --------------------- | ----- | ------ |
| Mondiaux 2013 Lyon    | 6e    | Bronze |
| Mondiaux 2015 Doha    | 6e    | Bronze |
| Mondiaux 2017 Londres | DSQ   | DSQ    |
| Mondiaux 2023 Paris   | -     | Bronze |

Légende :

 : troisième place, médaille de bronze

DSQ : Timothée Adolphe et son guide franchissent la ligne en tête mais sont disqualifiés.

### Jeux paralympiques
| Épreuve / Édition                      | 100 m  | 400 m  |
| -------------------------------------- | ------ | ------ |
| Jeux paralympiques 2016 Rio de Janeiro | 5e     | DSQ    |
| Jeux paralympiques 2020 Tokyo          | Argent | DSQ    |
| Jeux paralympiques 2024 Paris          | Argent | Argent |

DSQ : Timothée Adolphe est disqualifié en demi-finale en 2016 après avoir obtenu la première place, pour avoir mordu sur la ligne de son couloir. En 2021, il est disqualifié en finale pour avoir perdu le lien qui le reliait à son guide.

## La cécité
Timothée Adolphe est atteint d'un glaucome congénital dès la naissance (il voyait donc flou de l'œil gauche et relativement bien de l'œil droit). En conséquence d'un accident survenu à l'âge de 3 ans, sa rétine de l'œil droit s'est décollée et il est ainsi devenu aveugle de cet œil. Il aura ensuite un ulcère à la cornée gauche à cause d'un coup de pied à 6 ans. Enfin, à 19 ans, après un coup à l'œil gauche encore une fois dans un mouvement de foule, un décollement de la rétine le rend complètement aveugle.

## L'athlétisme

### L'entrainement
Timothée Adolphe s'entraine à L'INSEP (Institut National du Sport de l'Expertise et de la Performance). Cela lui permet de réaliser un entrainement hebdomadaire de 25h. Son coach était Arthémon Hatungimana, un ancien athlète médaillé aux Mondiaux de 1995 sur 800 mètres. 
Depuis Septembre 2022, il est entraîné par Dimitri Demonnière

#### Les relations avec les guides
Dans l'athlétisme handisport pratiqué par des aveugles et malvoyants, la relation entre le guide (valide) et le sportif est primordiale, comme le dit Timothée Adolphe. Après son premier guide Thomas Imbert Morales, il est associé en novembre 2012 à Cedric Felip. Durant la saison 2014-2015, son groupe de guides est complété par Julien Curabet, puis Gautier Simounet. Mais ce sont finalement Fadil Belaabouss et Jeffrey John qui sont sélectionnés, respectivement pour le 400 m et le 100 m aux jeux paralympiques de 2016 de Rio de Janeiro. Jeffrey John se consacrant à sa propre carrière est remplacé par Jeffrey Lami et Belaabouss quitte le groupe, en froid avec Adophe. Durant cette année, Yannick Fonsat intègre le groupe de guides.

## Partenaires

### Les mécénats
Le premier partenaire à croire en lui est la fondation d’entreprise Banque populaire en 2014. Puis il fait partie du programme de la Fondation FDJ : Challenge 2015, mais aussi de la promotion 2015-2016 soutenu par Paris Aéroport via le biais de la fondation ADP. Ceux-ci apportent un soutien financier à des sportifs de haut niveau prometteurs pour leurs frais liés aux préparations (équipement, stage…) et aux compétitions.
Depuis 2018, dans le cadre du Pacte de performance, RTE soutient Timotée Adolphe. L’athlète intervient régulièrement devant les salariés dont les manageurs de l’entreprise Réseau de Transport d’Électricité, lors d’actions de promotion de la diversité, la lutte contre les stéréotypes et l’inclusion des personnes en situation de handicap.

### Sponsors
Il signe également en 2015, pour trois ans avec les chiens guides d’Aveugle de l’Ouest et en 2016 avec Vinci Facilities Entreprise Adapté,.
En 2021, Timothée devient officiellement sponsorisé par la société Novacel Optical, un verrier français, dans le cadre des Jeux paralympiques d'été de 2020 à Tokyo et pour la suite de sa carrière sportive et personnelle,.

### Médias
De 2022 à 2024, il participe aux trois dernières saisons de la série-documentaire CHAMPION(S) sur France.TV qui suit sa préparation jusqu'aux Jeux Paralympiques de Paris 2024.
En 2024, France Télévisions lui consacre un documentaire "Timothée Adolphe, la légende du guépard blanc" réalisé par Florent Bodin et Charlotte Altschul.

## Distinction personnelle
- Chevalier de l'ordre national du Mérite (décret du 8 septembre 2021)[32]